# Campionati mondiali di canoa/kayak slalom 1989
I XXI Campionati mondiali di canoa/kayak si slalom si sono svolti a Garrett County negli Stati Uniti d'America.
L'Italia ha vinto la sua prima medaglia nella storia di questa competizione.

## Podi

### Uomini
| Evento        | Oro                                      | Perform. | Argento                                    | Perform. | Bronzo                                 | Perform. |
| Canoa         |                                          |          |                                            |          |                                        |          |
| C-1           | Stati Uniti Jon Lugbill                  |          | Stati Uniti David Hearn                    |          | Francia Thierry Humeau                 |          |
| C-1 a squadre | Stati Uniti                              |          | Francia                                    |          | Jugoslavia                             |          |
| C-2           | Germania Ovest Frank Hemmer Thomas Loose |          | Cecoslovacchia Jan Petricek Tomas Petricek |          | Francia Emmanuel del Rey Thierry Saidi |          |
| C-2 a squadre | Francia                                  |          | Cecoslovacchia                             |          | Germania Ovest                         |          |
| Kayak         |                                          |          |                                            |          |                                        |          |
| K-1           | Regno Unito Richard Fox                  |          | Francia Gilles Clozeau                     |          | Jugoslavia Jernej Abramic              |          |
| K-1 a squadre | Jugoslavia                               |          | Italia                                     |          | Germania Ovest                         |          |

### Donne
| Evento        | Oro                      | Perform. | Argento                  | Perform. | Bronzo                  | Perform. |
| Kayak         |                          |          |                          |          |                         |          |
| K-1           | Francia Myriam Jerusalmy |          | Stati Uniti Dana Chladek |          | Stati Uniti Cathy Hearn |          |
| K-1 a squadre | Francia                  |          | Stati Uniti              |          | Cecoslovacchia          |          |

## Medagliere
| Posizione | Paese          | Oro | Argento | Bronzo | Totale |
| --------- | -------------- | --- | ------- | ------ | ------ |
| 1         | Francia        | 3   | 2       | 2      | 7      |
| 2         | Stati Uniti    | 2   | 3       | 1      | 6      |
| 3         | Germania Ovest | 1   | 0       | 2      | 3      |
| 3         | Jugoslavia     | 1   | 0       | 2      | 3      |
| 5         | Regno Unito    | 1   | 0       | 0      | 1      |
| 6         | Cecoslovacchia | 0   | 2       | 1      | 3      |
| 7         | Italia         | 0   | 1       | 0      | 1      |
| Totale    | Totale         | 8   | 8       | 8      | 24     |